# 68 Dywizjon Artylerii Lekkiej
68 dywizjon artylerii lekkiej (68 dal) – pododdział artylerii lekkiej Wojska Polskiego II RP.
Dywizjon nie występował w pokojowej organizacji wojska. Został sformowany w mobilizacji alarmowej w grupie niebieskiej na bazie III dywizjonu 31 pułku artylerii lekkiej w składzie trzech czterodziałowych baterii haubic 100 mm. Mobilizację zakończył 26 sierpnia, osiągnął przewidziany etatem stan liczebny oraz otrzymał należne uzbrojenie i wyposażenie.

## 68 dal w kampanii wrześniowej
30 sierpnia 1939 roku 68 dal opuścił koszary na Toruń-Podgórzu i na rozkaz dowództwa Armii "Pomorze" pomaszerował do lasu pomiędzy Unisławiem, a Dąbrówką Chełmińską. Na miejscu 31 sierpnia wszedł w skład Oddziału Wydzielonego „Toruń” pod dowództwem płk. dypl. Aleksandra Myszkowskiego.     

### Działania bojowe

#### Walki na Kujawach
1 września 1939 dywizjon znajdował się w rejonie Dąbrówki Chełmińskiej, gdzie był atakowany przez lotnictwo niemieckie.  2 września został skierowany na przyczółek toruński. Marsz wykonał nocą 2/3 września dotarł do lasu na północ od Torunia przy szosie Chełmno-Toruń. 68 dal w godzinach przedpołudniowych zajął stanowiska ogniowe na linii fortów pomiędzy szosami Toruń-Chełmno i Toruń-Fordon osłaniając składy amunicyjne w Łysomicach. W nocy 3/4 września na stanowiska dywizjonu lotnictwo niemieckie dokonało 3 nalotów, zadając niewielkie straty w taborach dywizjonu. 4 września baterie zmieniły stanowiska ogniowe: 1 na Rudaku, 2 obok radiostacji toruńskiej przy willi "Berta", 3 jako artyleria ppanc., plutonami na szosach do Chełmna i do Fordonu. Na nowych stanowiskach dywersanci przecinali linie telefoniczne, patrol łączności baterii zastrzelił na gorącym uczynku dywersanta niemieckiego. 6 września od 8.00 dywizjon prowadził ostrzał podchodzących szosą od strony Fordonu niemieckich  oddziałów. W godzinach popołudniowych 68 dywizjon na rozkaz płk. Myszkowskiego przeprawił się mostami toruńskimi na lewy brzeg Wisły. 7 września haubice i lkm-y 68 dal ostrzelały na prawym brzegu Wisły w Toruniu pojazdy i grupy niemieckich żołnierzy.     
Tego dnia od18.00 68 dywizjon podporządkowano dowódcy artylerii 27 Dywizji Piechoty. Wspierał walki 208 pułku piechoty, zajmując 8 września o świcie po nocnym marszu stanowiska ogniowe na linii rzeki Tążyna w lesie na północ od Ciechocinka. Przy szosie Włocławek-Toruń punkt obserwacyjny 2 baterii został ostrzelany przez dywersantów niemieckich. Nocą 8/9 września dywizjon dotarł do lasów na północny zachód od Włocławka, zajął stanowiska ogniowe pomiędzy Machnaczem, a Korabnikami i wspierał 22 pułk piechoty. Po południu prowadził pojedynek z artylerią niemiecką. Koleją noc maszerował do folwarku Budy. Na przedmieściach Włocławka został ostrzelany przez artylerię niemiecką, poniósł straty w zabitych i rannych oraz utracił konie. Po zajęciu stanowisk ogniowych rano 10 września wspierał 208 pułk piechoty na odcinku Nowy Młyn-Wieniec-Mochnacz. Na pododcinek wspierany przez 2/68 dal uderzyła niemiecka piechota skutecznie powstrzymana ostrzałem haubic. Ostrzał niemieckiej artylerii korygowany był przez samolot. Dzięki dobremu maskowaniu bateria uniknęła strat. Pozostałe baterie włączyły się również do walk z oddziałami niemieckiej 50 Dywizji Piechoty. 68 dal wspierał 208 pp w obronie i podczas kontrataku odwodowego batalionu. O natężeniu walk świadczy, że sama tylko 2 bateria wystrzelała ok. 400 pocisków. O 6.00 11 września dywizjon wycofał się do szosy Włocławek-Kowal i zajął stanowiska w pobliżu jeziora Wikaryjskiego. W godzinach popołudniowych 68 dal prowadził ostrzał celów na żądanie piechoty z 208 pp i samodzielnie wykryte przez zwiad dywizjonu. 2 bateria wystrzeliła dalsze 180 pocisków. Do 19.00 12 września dywizjon z tych samych stanowisk prowadził ostrzał wskazanych celów. Nocą 12/13 września 68 dal po piaszczystych drogach dotarł do Bud, od rana 13 września bez odpoczynku skierowano dywizjon do Gostynina.    

#### Udział w bitwie nad Bzurą
Od rana 14 września 68 dal wspierał broniący Gostynina 23 pułk piechoty, po południu haubice dywizjonu wspierały natarcie 24 pułku piechoty i 208 pp w natarciu na Radziwie. Z uwagi na nieudane natarcie 68 dal wycofał się na zachód od Gostynina, gdzie 15 września przebywa bez styczności z nieprzyjacielem. 15/16 września dywizjon odmaszerował do dworu Wieliszew, gdzie dalej pozostawano bez kontaktu bojowego. Nocą 16/17 września 68 dal pomaszerował do rejonu Uderz, Budy Iłowskie. Rozkazu odmarszu nie otrzymała 3 bateria, pozostała na swoich stanowiskach na południe od Gąbina, gdzie walczyła do godz.16.00 17 września. Z uwagi na oskrzydlenie wycofała się przez otwarty teren, w trakcie czego była atakowana przez lotnictwo niemieckie i niemiecką piechotę. 3 bateria utraciła cały sprzęt i haubice, poniosła znaczne straty w ludziach i koniach. Część baterii z oficerem ogniowym dostała się do niewoli. Na rozkaz dowódcy 208 pp zawrócono 68 dal na linię Zdrówki, Zofiówka, Golonka, Koszlew, gdzie wraz z batalionem II/23 pp od świtu 17 września podjęła walkę z piechotą niemieckiej 3.DP, odpierając jej natarcia, łącznie z tym, przed którym Niemcy pędzili ludność cywilną na stanowiska obu baterii dywizjonu i piechoty. Z uwagi na koncentrację wojsk niemieckich i kończącą się amunicję dywizjon podzielony na dwa rzuty, w jednym część zwiadu i łączności, poczet i tabory, w drugim rzut ogniowy baterii wycofały się w południe w kierunku Iłowa. W trakcie tego dziennego marszu rzut ogniowy był atakowany przez niemieckie lotnictwo, 1 bateria straciła kilku poległych i kilku rannych żołnierzy, wiele koni oraz rozbita została 1 haubica i 4 wozy. Po dotarciu do Iłowa nocą 17/18 września nastąpiło połączenie dywizjonu i odmarsz do lasu przy folwarku Załusków. Major Stawarz po dotarciu na miejsce dołączył z 68 dal do 16 dywizjonu artylerii ciężkiej ppłk. Ostapowicza. 18 września w lesie doszło do walk z piechotą niemiecką, artylerzyści do walki w lesie nie mogli użyć haubic i walczyli jako piechota. Po wyparciu niemieckiej piechoty z lasu 68 dal był ostrzeliwany przez artylerię niemiecką, haubice strzelały jedynie w momencie odpierania niemieckich szturmów na las, z uwagi na kończącą się amunicję. W obu bateriach pozostały tylko 3 haubice i ok. 100 żołnierzy w całym dywizjonie, poniesiono podczas boju bardzo duże straty. 18/19 września ruszono ku rzece Bzura. O świcie 19 września z uwagi na nasycenie terenu wojskami niemieckimi na rozkaz ppłk. Ostapowicza zniszczono pozostałe haubice i polecono przebijać się do Warszawy małymi grupami. Większość żołnierzy dywizjonu dostała się do niemieckiej niewoli.

## Żołnierze dywizjonu
Obsada personalna
- dowódca dywizjonu – mjr Sylwester Stawarz
- adiutant dywizjonu – por. Marian Kaczmarek
- oficer zwiadowczy – ppor. rez. Paweł Antoni Słodowy[6]
- oficer obserwacyjny – ppor. rez. Tadeusz Balewski
- oficer łącznikowy – ppor. rez. Marceli Dembczyński
- oficer łączności – por. rez. Aleksander Krystek
- oficer płatnik - ppor. rez. Leja Goldberg
- oficer żywnościowy - ppor. rez. Paweł Ruszkiewicz
- lekarz dywizjonu - ppor. lek. rez. Zenon Żabicki
- lekarz weterynarii dywizjonu - ppor. lek. wet. rez. Edmund Lemm
- dowódca kolumny amunicyjnej – ppor. rez. Edmund Bella
- dowódca 1 baterii – por. Józef Julian Sokołowski
  - oficer ogniowy – ppor. Marian Jan Deville
  - oficer zwiadowczy – ppor. Roman Czajkowski
  - dowódca I plutonu - pchor. rez. Józef Kajda
  - dowódca II plutonu - ppor. rez. Zygmunt Bienkiewicz
- dowódca 2 baterii – por. Jan Krzemiński
  - oficer ogniowy – ppor. Czesław Kołaczyński
  - oficer zwiadowczy – ppor. Kazimierz Pyda
  - dowódca I plutonu - ppor. rez. A. Czajkowski
  - dowódca II plutonu - ppor. rez. Józef Stoppa
- dowódca 3 baterii – kpt. Jerzy Ostaszewski
  - oficer ogniowy – ppor. Tadeusz Jerzy Słojewski
  - oficer zwiadowczy – ppor. Juliusz Smętkowski
  - dowódca I plutonu - ppor. rez. Alfred Rutkowski
  - dowódca II plutonu - ppor. rez. Jerzy Rykowski